# あなたのセックスが楽しくないのは資本主義のせいかもしれない
『あなたのセックスが楽しくないのは資本主義のせいかもしれない』（あなたのセックスがたのしくないのはしほんしゅぎのせいかもしれない、Why Women Have Better Sex Under Socialism: And Other Arguments for Economic Independence）は、人類学者のクリステン・R・ゴドシーによる2018年の書籍である。
ゴドシーは本書の中で社会主義は女性にとって公平でより良い社会を生み出すと主張している。彼女は東ヨーロッパの事例研究を用いて、資本主義が女性による男性への依存を増大させていると説いている。

## 出版
『あなたのセックスが楽しくないのは資本主義のせいかもしれない』は人類学者のクリステン・ゴドシーによる2018年の書籍であり、原書はヴィンテージ・ブックスより出版された。ゴドシーはペンシルベニア大学のロシア・東ヨーロッパ学の教授である。本書はスペイン語、フランス語、ドイツ語、ポルトガル語、オランダ語、ロシア語、ポーランド語、チェコ語、スロバキア語、インドネシア語、タイ語、韓国語、日本語などに翻訳されている。

## 内容
本書の中でゴドシーは社会主義が女性にとってより良い社会であると主張している。彼女は経済的、政治的観点から見た母性観を読者に提示している。彼女は西側の雑誌やテレビに頻繁に登場する性的なイメージを、資本主義による女性の商品化であると評している。彼女は東欧の一連のケーススタディを例示し、資本主義と比較して社会主義は女性がより自由であり、自分の人生をよりコントロールできると論じている。彼女は資本主義社会では女性の方が男性よりも収入が低い傾向があるため、女性が男性に依存しやすく、結婚へのプレッシャーを受けやすいと指摘している。
本書のうち2章は性的経済学について書かれており、西側社会のピューリタン的な傾向を批判する一方、社会主義社会における性の正常化を賞賛している。本書では東ドイツの女性の性的満足度が西ドイツのそれよりも高かったという研究が引用されている。
ゴドシーはユニバーサル・ベーシックインカムを提唱しており、これによって女性が行う無償労働から生じる不公平さが修正されると主張している。

## 批評家の反応
『ザ・ニューヨーカー』のレベッカ・ミードは、本書はスマートで親しみやすいと評した。
『ガーディアン』のスザンヌ・ムーアは、本書を「楽しく読める」と評した。
『フィロソフィ・ナウ』のアンバー・エドワーズは、本書は楽しく、短く、簡潔であると述べ、ゴドシーのニュアンスと、提示する全ての例の欠点を認識している点を評価している。エドワーズはまた、本書にはインターセクショナリティが欠けていることを嘆いた。